# Licuala platydactyla
Licuala platydactyla är en enhjärtbladig växtart som beskrevs av Odoardo Beccari. Licuala platydactyla ingår i släktet Licuala och familjen Arecaceae. Inga underarter finns listade i Catalogue of Life.